# Histogram
Histogram (z stgr. ιστos - „maszt”, γραµµα - „coś zapisanego”) – jeden z graficznych sposobów przedstawiania rozkładu empirycznego cechy ilościowej. Składa się z szeregu prostokątów umieszczonych na osi współrzędnych. Prostokąty te są z jednej strony wyznaczone przez przedziały klasowe (patrz: szereg rozdzielczy) wartości cechy, natomiast ich wysokość jest określona przez liczebności (lub częstości, ewentualnie gęstość częstości) elementów wpadających do określonego przedziału klasowego.
Jeśli histogram pokazuje liczebności, a nie gęstość częstości, wówczas szerokości przedziałów powinny być równe.

## Interpretacja histogramu

Przykładowy histogram

Przykładowa interpretacja histogramu z rysunku obok:
- luka w histogramie:
  - podejrzenie nieprawidłowego odczytu (brak danych),
  - podejrzenie błędu urządzenia pomiarowego.
- histogram z dwoma wierzchołkami:
  - tzw. rozkład dwumodalny, który powstaje często, gdy badana populacja jest połączeniem dwóch odrębnych populacji, np. połączono wyroby z różnych procesów wytwórczych.

## Historia
Terminu „histogram” po raz pierwszy użył Karl Pearson. Najstarsze znane przedstawienie histogramu pojawia się w książce Williama Playfaira The Commercial and Political Atlas z 1786 r.